# Linea principale Tōkaidō
La linea principale Tōkaidō (東海道本線?, Tōkaidō Hon-sen) è la più trafficata linea ferroviaria gestita dalla JR in Giappone, e collega le città di Tōkyō e Kōbe. Il nome della linea deriva inizialmente dall'antica strada Tōkaidō, ed era così chiamato tutto il percorso ferroviario dal periodo pre-Shinkansen, quando i treni percorrevano tutto il tragitto in diverse ore. Dall'introduzione dello Shinkansen, la linea ha ricevuto dei nomi diversi per ciascuno dei suoi segmenti dove vengono offerti diversi tipi di servizi.
La linea è operata da tre gestori:
- East nel segmento Tōkyō―Atami
- Central nel segmento Atami―Maibara
- West nel segmento Maibara―Kōbe

## Storia
Il percorso Tōkaidō prende il nome dall'antica strada che collega la regione del Kansai (Kyoto, Osaka) con la regione del Kantō (Edo, poi Tokyo) attraverso la regione del Tōkai (compresa Nagoya). La maggior parte della popolazione giapponese si trova lungo questo percorso, Tokyo, Yokohama, Nagoya, Kyoto, Osaka e Kōbe. Queste città sono arrivate ad occupare un ruolo sempre più importante nella vita del paese, finanziario, manifatturiero e culturale [1].
La prima linea ferroviaria lungo il percorso è stata completata nel 1889. Nel 1906, tutte le linee principali a conduzione privata sono state nazionalizzate sotto le nuove Ferrovie Imperiali del Giappone, che all'epoca aveva una rete di oltre 7000 km.
Nel 1930 fu lanciato il servizio espress Tsubame ("rondine"), riducendo il tempo di viaggio da Tokyo a Kobe a nove ore, una riduzione significativa se si pensa che fino al 1889 servivano 20 ore, e ancora 15 dal 1903.[1]
Un ulteriore miglioramento dell'infrastruttura venne dal completamento del doppio binario su tutto il tracciato nel 1913, e dall'apertura del tunnel di Tanna, lungo 7,8 km che accorciò il percorso tagliando il percorso tortuoso delle montagne tra Atami e Numazu. Nel 1940 intanto iniziavano i lavori dell'alta velocità Shinkansen, linea che correrà parallela.
Dai primi anni cinquanta la linea Tōkaidō aveva ormai sancito il suo ruolo di arteria principale del Giappone. Anche con la sua lunghezza rappresentava solo il 3% dell'intera estensione delle ferrovie giapponesi, trasportava il 24% del traffico passeggeri JNR e il 2% delle sue merci, con un tasso di crescita superiore a qualsiasi altra linea nel paese.
Nel 1956 è stata completata l'elettrificazione lungo la sezione Tokyo-Osaka e sono stati così introdotti i nuovi treni Kodama, che ridussero il tempo di viaggio a sei ore e mezza. La linea diventò così popolare che i biglietti registravano regolarmente il tutto esaurito entro 10 minuti dalla messa in vendita, un mese prima della data di viaggio.
Dopo l'apertura del Tōkaidō Shinkansen nel 1964, la maggior parte dei passeggeri si sono riversati su quella, lasciando a questa linea il traffico locale lungo le città che attraversa.

## Stazioni

### Sezione JR East
| Stazione   | Giapponese | Distanza (km)   | Distanza (km) | Rapido Acty | Rapido Pendolari | Collegamenti | Posizione                            | Posizione              |
| Stazione   | Giapponese | Fra le stazioni | Totale        | Rapido Acty | Rapido Pendolari | Collegamenti | Posizione                            | Posizione              |
| ---------- | ---------- | --------------- | ------------- | ----------- | ---------------- | --- | ------------------------------------ | ---------------------- |
| Tōkyō      | 東京       | -               | 0.0           | ●           | ●                | ■ Linea Chūō ■ Linea Keihin-Tōhoku ■ Linea Keiyō ■ Linea Sōbu Rapida ■ Linea Yamanote ■ Linea Yokosuka Tōkaidō Shinkansen Tōhoku Shinkansen Yamagata Shinkansen Akita Shinkansen Jōetsu Shinkansen Hokuriku Shinkansen Linea Marunouchi(M-17) Presso Ōtemachi: Linea Tōzai (T-09) Linea Chiyoda Linea Hanzōmon Linea Mita | Chiyoda                              | Tokyo                  |
| Shimbashi  | 新橋       | 1.9             | 1.9           | ●           | ●                | ■ Linea Yamanote ■ Linea Yokosuka ■ Linea Keihin-Tōhoku ○Linea Ginza(G-08) ○Linea Asakusa(A-10) Yurikamome | Minato                               | Tokyo                  |
| Shinagawa  | 品川       | 4.7             | 6.8           | ●           | ●                | ■ Linea Yamanote ■ Linea Yokosuka ■ Linea Keihin-Tōhoku Tōkaidō Shinkansen Linea Keikyū principale | Minato                               | Tokyo                  |
| Kawasaki   | 川崎       | 11.4            | 18.2          | ●           | ｜               | ■ Linea Keihin-Tōhoku ■ Linea Nambu ● Linea Keikyū principale (Keikyū Kawasaki) ● Linea Keikyū Daishi | Kawasaki-ku, Kawasaki                | Kanagawa               |
| Yokohama   | 横浜       | 10.6            | 28.8          | ●           | ｜               | ■ Linea Keihin-Tōhoku ■ Linea Negishi ■ Linea Yokosuka ● Linea Tōkyū Tōyoko ● Linea Keikyū principale ● Linea Sagami principale Linea blu Linea Minatomirai | Nishi-ku, Yokohama                   | Kanagawa               |
| Totsuka    | 戸塚       | 12.1            | 40.9          | ●           | ｜               | ■ Linea Yokosuka Linea blu | Totsuka-ku, Yokohama                 | Kanagawa               |
| Ōfuna      | 大船       | 5.6             | 46.5          | ●           | ●                | ■ Linea Negishi ■ Linea Yokosuka ● Monorotaia Shōnan | Sakae-ku, Yokohama                   | Kanagawa               |
| Ōfuna      | 大船       | 5.6             | 46.5          | ●           | ●                | ■ Linea Negishi ■ Linea Yokosuka ● Monorotaia Shōnan | Kamakura                             | Kanagawa               |
| Fujisawa   | 藤沢       | 4.6             | 51.1          | ●           | ●                | ● Linea Odakyū Enoshima ● Ferrovia elettrica di Enoshima | Fujisawa                             | Kanagawa               |
| Tsujidō    | 辻堂       | 3.7             | 54.8          | ｜          | ｜               | | Fujisawa                             | Kanagawa               |
| Chigasaki  | 茅ヶ崎     | 3.8             | 58.6          | ●           | ●                | ■ Linea Sagami | Chigasaki                            | Kanagawa               |
| Hiratsuka  | 平塚       | 5.2             | 63.8          | ●           | ●                | | Hiratsuka                            | Kanagawa               |
| Ōiso       | 大磯       | 4.0             | 67.8          | ｜          | ｜               | | Ōiso                                 | Kanagawa               |
| Ninomiya   | 二宮       | 5.3             | 73.1          | ｜          | ｜               | | Ninomiya, Distretto di Naka          | Kanagawa               |
| Kōzu       | 国府津     | 4.6             | 77.7          | ●           | ●                | ■ Linea Gotemba | Odawara                              | Kanagawa               |
| Kamonomiya | 鴨宮       | 3.1             | 80.8          | ｜          | ｜               | | Odawara                              | Kanagawa               |
| Odawara    | 小田原     | 3.1             | 83.9          | ●           | ●                | Tōkaidō Shinkansen ● Linea Odakyū Odawara ● Ferrovia Hakone Tozan ● Linea Daiyūzan | Odawara                              | Kanagawa               |
| Hayakawa   | 早川       | 2.1             | 86.0          | ●           |                  | | Odawara                              | Kanagawa               |
| Nebukawa   | 根府川     | 4.4             | 90.4          | ●           |                  | | Odawara                              | Kanagawa               |
| Manazuru   | 真鶴       | 5.4             | 95.8          | ●           |                  | | Manazuru, Distretto di Ashigarashimo | Kanagawa               |
| Yugawara   | 湯河原     | 3.3             | 99.1          | ●           |                  | | Yugawara, Distretto di Ashigarashimo | Kanagawa               |
| Atami      | 熱海       | 5.5             | 104.6         | ●           |                  | ■ Linea Itō Tōkaidō Shinkansen | Atami                                | Prefettura di Shizuoka |

### Sezione JR Central
| Stazione          | Giapponese | Distanza (km) | Distanza (km)     | Servizi ferroviari | Servizi ferroviari | Servizi ferroviari | Servizi ferroviari | Home Liner | Collegamenti | Posizione                       | Posizione           |
| Stazione          | Giapponese | Interst.      | Totale (da Tokyo) | Semi Rapido        | Rapidp             | Nuovo Rapido       | Rapido Speciale    | Home Liner | Collegamenti | Posizione                       | Posizione           |
| ----------------- | ---------- | ------------- | ----------------- | ------------------ | ------------------ | ------------------ | ------------------ | ---------- | --- | ------------------------------- | ------------------- |
| Atami             | 熱海       |               | 104.6             |                    |                    |                    |                    |            | Tōkaidō Shinkansen Linea Itō | Atami                           | Shizuoka            |
| Kannami           | 函南       | 9.9           | 114.5             |                    |                    |                    |                    |            | | Kannami, Tagata                 | Shizuoka            |
| Mishima           | 三島       | 6.2           | 120.7             |                    |                    |                    |                    |            | Tōkaidō Shinkansen Linea Sunzu (alcuni servizi diretti la mattina e la sera) | Mishima                         | Shizuoka            |
| Numazu            | 沼津       | 5.5           | 126.2             |                    |                    |                    |                    | ●          | Linea Gotemba | Numazu                          | Shizuoka            |
| Katahama          | 片浜       | 4.1           | 130.3             |                    |                    |                    |                    | ｜         | | Numazu                          | Shizuoka            |
| Hara              | 原         | 2.5           | 132.8             |                    |                    |                    |                    | ｜         | | Numazu                          | Shizuoka            |
| Higashi-Tagonoura | 東田子の浦 | 4.6           | 137.4             |                    |                    |                    |                    | ｜         | | Fuji                            | Shizuoka            |
| Yoshiwara         | 吉原       | 3.9           | 141.3             |                    |                    |                    |                    | ｜         | Ferrovia Gakunan | Fuji                            | Shizuoka            |
| Fuji              | 富士       | 4.9           | 146.2             |                    |                    |                    |                    | ●          | Linea Minobu | Fuji                            | Shizuoka            |
| Fujikawa          | 富士川     | 3.5           | 149.7             |                    |                    |                    |                    | ｜         | | Fuji                            | Shizuoka            |
| Shin-Kambara      | 新蒲原     | 2.8           | 152.5             |                    |                    |                    |                    | ｜         | | Shimizu-ku                      | Shizuoka            |
| Kambara           | 蒲原       | 2.4           | 154.9             |                    |                    |                    |                    | ｜         | | Shimizu-ku                      | Shizuoka            |
| Yui               | 由比       | 3.5           | 158.4             |                    |                    |                    |                    | ｜         | | Shimizu-ku                      | Shizuoka            |
| Okitsu            | 興津       | 5.9           | 164.3             |                    |                    |                    |                    | ｜         | | Shimizu-ku                      | Shizuoka            |
| Shimizu           | 清水       | 4.7           | 169.0             |                    |                    |                    |                    | ●          | | Shimizu-ku                      | Shizuoka            |
| Kusanagi          | 草薙       | 5.2           | 174.2             |                    |                    |                    |                    | ｜         | Linea Shizuoka-Shimizu | Shimizu-ku                      | Shizuoka            |
| Higashi-Shizuoka  | 東静岡     | 3.5           | 177.7             |                    |                    |                    |                    | ｜         | | Aoi-ku                          | Shizuoka            |
| Shizuoka          | 静岡       | 2.5           | 180.2             |                    |                    |                    |                    | ●          | Tōkaidō Shinkansen Linea Shizuoka-Shimizu (stazione di Shin-Shizuoka) | Aoi-ku                          | Shizuoka            |
| Abekawa           | 安倍川     | 4.3           | 184.5             |                    |                    |                    |                    | ｜         | | Suruga-ku                       | Shizuoka            |
| Mochimune         | 用宗       | 2.1           | 186.6             |                    |                    |                    |                    | ｜         | | Suruga-ku                       | Shizuoka            |
| Yaizu             | 焼津       | 7.1           | 193.7             |                    |                    |                    |                    | ｜         | | Yaizu                           | Shizuoka            |
| Nishi-Yaizu       | 西焼津     | 3.3           | 197.0             |                    |                    |                    |                    | ｜         | | Yaizu                           | Shizuoka            |
| Fujieda           | 藤枝       | 3.3           | 200.3             |                    |                    |                    |                    | ●          | | Fujieda                         | Shizuoka            |
| Rokugō            | 六合       | 4.6           | 204.9             |                    |                    |                    |                    | ｜         | | Shimada                         | Shizuoka            |
| Shimada           | 島田       | 2.9           | 207.8             |                    |                    |                    |                    | ●          | | Shimada                         | Shizuoka            |
| Kanaya            | 金谷       | 5.1           | 212.9             |                    |                    |                    |                    | ｜         | Ferrovia Ōigawa | Shimada                         | Shizuoka            |
| Kikugawa          | 菊川       | 9.3           | 222.2             |                    |                    |                    |                    | ●          | | Kikugawa                        | Shizuoka            |
| Kakegawa          | 掛川       | 7.1           | 229.3             |                    |                    |                    |                    | ●          | Tōkaidō Shinkansen Ferrovia Tenryū Hamanako | Kakegawa                        | Shizuoka            |
| Aino              | 愛野       | 5.3           | 234.6             |                    |                    |                    |                    | ｜         | | Fukuroi                         | Shizuoka            |
| Fukuroi           | 袋井       | 3.5           | 238.1             |                    |                    |                    |                    | ●          | | Fukuroi                         | Shizuoka            |
| Iwata             | 磐田       | 7.8           | 245.9             |                    |                    |                    |                    | ●          | | Iwata                           | Shizuoka            |
| Toyodachō         | 豊田町     | 2.9           | 248.8             |                    |                    |                    |                    | ｜         | | Iwata                           | Shizuoka            |
| Tenryūgawa        | 天竜川     | 3.9           | 252.7             |                    |                    |                    |                    | ｜         | | Higashi-ku, Hamamatsu           | Shizuoka            |
| Hamamatsu         | 浜松       | 4.4           | 257.1             |                    |                    | ●                  | ●                  | ●          | Tokaido Shinkansen Ferrovia Enshū (stazione di Shin-Hamamatsu) | Naka-ku, Hamamatsu              | Shizuoka            |
| Takatsuka         | 高塚       | 5.3           | 262.4             |                    |                    | ●                  | ●                  |            | | Minami-ku, Hamamatsu            | Shizuoka            |
| Maisaka           | 舞阪       | 5.1           | 267.5             |                    |                    | ●                  | ●                  |            | | Nishi-ku (Hamamatsu), Hamamatsu | Shizuoka            |
| Bentenjima        | 弁天島     | 2.3           | 269.8             |                    |                    | ●                  | ●                  |            | | Nishi-ku (Hamamatsu), Hamamatsu | Shizuoka            |
| Araimachi         | 新居町     | 3.1           | 272.9             |                    |                    | ●                  | ●                  |            | | Kosai                           | Shizuoka            |
| Washizu           | 鷲津       | 3.7           | 276.6             |                    |                    | ●                  | ●                  |            | | Kosai                           | Shizuoka            |
| Shinjohara        | 新所原     | 5.8           | 282.4             |                    |                    | ●                  | ●                  |            | Ferrovia Tenryū Hamanako | Kosai                           | Shizuoka            |
| Futagawa          | 二川       | 4.3           | 286.7             |                    |                    | ●                  | ●                  |            | | Toyohashi                       | Prefettura di Aichi |
| Toyohashi         | 豊橋       | 6.9           | 293.6             | ●                  | ●                  | ●                  | ●                  | ●          | Tōkaidō Shinkansen, Linea Iida Linea Meitetsu Nagoya Linea Atsumi (stazione di Shin-Toyohashi), Linea principale Azumada | Toyohashi                       | Prefettura di Aichi |
| Nishi-Kozakai     | 西小坂井   | 4.8           | 298.4             | ●                  | ｜                 | ｜                 | ｜                 | ｜         | | Toyokawa                        | Prefettura di Aichi |
| Aichi-Mito        | 愛知御津   | 3.7           | 302.1             | ●                  | ｜                 | ｜                 | ｜                 | ｜         | | Toyokawa                        | Prefettura di Aichi |
| Mikawa-Ōtsuka     | 三河大塚   | 3.1           | 305.2             | ●                  | ｜                 | ｜                 | ｜                 | ｜         | | Gamagōri                        | Prefettura di Aichi |
| Mikawa-Miya       | 三河三谷   | 3.1           | 308.3             | ●                  | ▲                  | ▲                  | ｜                 | ｜         | | Gamagōri                        | Prefettura di Aichi |
| Gamagōri          | 蒲郡       | 2.3           | 310.6             | ●                  | ●                  | ●                  | ●                  | ●          | Linea Meitetsu Gamagōri | Gamagōri                        | Prefettura di Aichi |
| Mikawa-Shiotsu    | 三河塩津   | 2.3           | 312.9             | ●                  | ｜                 | ｜                 | ｜                 | ｜         | Linea Meitetsu Gamagōri (Gamagōri-Kyōteijō-Mae) | Gamagōri                        | Prefettura di Aichi |
| Sangane           | 三ヶ根     | 2.6           | 315.5             | ●                  | ｜                 | ｜                 | ｜                 | ｜         | | Kōta, Nukata                    | Prefettura di Aichi |
| Kōda              | 幸田       | 3.0           | 318.5             | ●                  | ▲                  | ▲                  | ｜                 | ｜         | | Kōta, Nukata                    | Prefettura di Aichi |
| Aimi              | 相見       | 3.1           | 321.6             |                    |                    |                    |                    |            | | Kōta, Nukata                    | Prefettura di Aichi |
| Okazaki           | 岡崎       | 7.4           | 325.9             | ●                  | ●                  | ●                  | ●                  | ●          | Linea circolare di Aichi | Okazaki                         | Prefettura di Aichi |
| Nishi-Okazaki     | 西岡崎     | 4.2           | 330.1             | ｜                 | ｜                 | ｜                 | ｜                 | ｜         | | Okazaki                         | Prefettura di Aichi |
| Anjō              | 安城       | 3.6           | 333.7             | ●                  | ●                  | ●                  | ●                  | ●          | | Anjō                            | Prefettura di Aichi |
| Mikawa-Anjō       | 三河安城   | 2.6           | 336.3             | ｜                 | ｜                 | ｜                 | ｜                 | ｜         | Tōkaidō Shinkansen | Anjō                            | Prefettura di Aichi |
| Higashi-Kariya    | 東刈谷     | 1.8           | 338.1             | ｜                 | ｜                 | ｜                 | ｜                 | ｜         | | Kariya                          | Prefettura di Aichi |
| Noda-Shinmachi    | 野田新町   | 1.6           | 339.7             | ｜                 | ｜                 | ｜                 | ｜                 | ｜         | | Kariya                          | Prefettura di Aichi |
| Kariya            | 刈谷       | 1.9           | 341.6             | ●                  | ●                  | ●                  | ●                  | ●          | Linea Meitetsu Mikawa | Kariya                          | Prefettura di Aichi |
| Aizuma            | 逢妻       | 1.9           | 343.5             | ｜                 | ｜                 | ｜                 | ｜                 | ｜         | | Kariya                          | Prefettura di Aichi |
| Ōbu               | 大府       | 3.0           | 346.5             | ●                  | ●                  | ●                  | ｜                 | ●          | Linea Taketoyo | Ōbu                             | Prefettura di Aichi |
| Kyōwa             | 共和       | 3.0           | 349.5             | ●                  | ●                  | ｜                 | ｜                 | ｜         | | Ōbu                             | Prefettura di Aichi |
| Minami-Ōdaka      | 南大高     | 2.3           | 351.8             | ｜                 | ｜                 | ｜                 | ｜                 | ｜         | | Midori-ku, Nagoya               | Prefettura di Aichi |
| Ōdaka             | 大高       | 1.8           | 353.6             | ｜                 | ｜                 | ｜                 | ｜                 | ｜         | | Midori-ku, Nagoya               | Prefettura di Aichi |
| Kasadera          | 笠寺       | 3.2           | 356.8             | ｜                 | ｜                 | ｜                 | ｜                 | ｜         | | Minami-ku, Nagoya               | Prefettura di Aichi |
| Atsuta            | 熱田       | 4.0           | 360.8             | ｜                 | ｜                 | ｜                 | ｜                 | ｜         | | Atsuta-ku, Nagoya               | Prefettura di Aichi |
| Kanayama          | 金山       | 1.9           | 362.7             | ●                  | ●                  | ●                  | ●                  | ●          | Linea principale Chūō Linea Meitetsu principale Nagoya Metropolitana di Nagoya: Linea Meijō (M01), Linea Meikō (E01) | Naka-ku, Nagoya                 | Prefettura di Aichi |
| Otōbashi          | 尾頭橋     | 0.9           | 363.6             | ｜                 | ｜                 | ｜                 | ｜                 | ｜         | | Nakagawa-ku                     | Prefettura di Aichi |
| Nagoya            | 名古屋     | 2.4           | 366.0             | ●                  | ●                  | ●                  | ●                  | ●          | Tōkaidō Shinkansen Linea principale Kansai Linea principale Chūō Linea Kintetsu Nagoya (stazione di Kintetsu-Nagoya) Linea Meitetsu principale Nagoya (stazione di Meitetsu-Nagoya) Linea Higashiyama (H08), Linea Sakura-dōri (S02) Linea Aonami (AN01) | Nakamura-ku                     | Prefettura di Aichi |
| Biwajima          | 枇杷島     | 4.0           | 370.0             | ｜                 | ｜                 | ｜                 | ｜                 | ｜         | Linea Jōhoku | Kiyosu                          | Prefettura di Aichi |
| Kiyosu            | 清洲       | 3.8           | 373.8             | ｜                 | ｜                 | ｜                 | ｜                 | ｜         | | Inazawa                         | Prefettura di Aichi |
| Inazawa           | 稲沢       | 3.3           | 377.1             | ｜                 | ｜                 | ｜                 | ｜                 | ｜         | | Inazawa                         | Prefettura di Aichi |
| Owari-Ichinomiya  | 尾張一宮   | 6.0           | 383.1             | ●                  | ●                  | ●                  | ●                  | ●          | Linea Meitetsu principale Nagoya Linea Meitetsu Bisai (stazione di Meitetsu-Ichinomiya) | Ichinomiya                      | Prefettura di Aichi |
| Kisogawa          | 木曽川     | 3.5           | 388.6             | ｜                 | ｜                 | ｜                 | ｜                 | ｜         | | Ichinomiya                      |                     |
| Gifu              | 岐阜       | 7.7           | 396.3             | ●                  | ●                  | ●                  | ●                  | ●          | Linea principale Takayama Linea Meitetsu Nagoya Linea Meitetsu Kakamigahara (stazione di Meitetsu Gifu) | Gifu                            | Prefettura di Gifu  |
| Nishi-Gifu        | 西岐阜     | 3.2           | 399.5             | ●                  | ●                  | ●                  | ●                  | ｜         | | Gifu                            | Prefettura di Gifu  |
| Hozumi            | 穂積       | 1.0           | 400.5             | ●                  | ●                  | ●                  | ●                  | ●          | | Mizuho                          | Prefettura di Gifu  |
| Ōgaki             | 大垣       | 9.5           | 410.0             | ●                  | ●                  | ●                  | ●                  | ●          | Linea principale Tōkaidō (diramazioni Mino-Akasaka, Shin-Tarui) Linea Kintetsu Yōrō Linea Tarumi | Ōgaki                           | Prefettura di Gifu  |
| Tarui             | 垂井       | 8.1           | 418.1             | ●                  | ●                  | ●                  | ●                  | ●          | | Tarui, Fuwa                     | Prefettura di Gifu  |
| Sekigahara        | 関ヶ原     | 5.7           | 423.8             | ●                  | ●                  | ●                  | ●                  | ●          | Linea principale Tōkaidō (diramazione Shin-Tarui) | Sekigahara, Fuwa                | Prefettura di Gifu  |
| Kashiwabara       | 柏原       | 7.1           | 430.9             | ●                  | ●                  | ●                  | ●                  |            | | Maibara                         | Prefettura di Shiga |
| Ōmi-Nagoka        | 近江長岡   | 4.3           | 435.2             | ●                  | ●                  | ●                  | ●                  |            | | Maibara                         | Prefettura di Shiga |
| Samegai           | 醒ヶ井     | 4.6           | 439.8             | ●                  | ●                  | ●                  | ●                  |            | | Maibara                         | Prefettura di Shiga |
| Maibara           | 米原       | 6.1           | 445.9             | ●                  | ●                  | ●                  | ●                  |            | Tōkaidō Shinkansen Linea principale Hokuriku Linea JR Biwako (Linea principale Tōkaidō) Linea Ohmi principale | Maibara                         | Prefettura di Shiga |

### Sezione JR West
La parte occidentale della linea principale Tōkaidō dalla stazione di Maibara a quella di Kōbe è operata dalla JR West e forma il tronco principale del corridoio urbano Keihanshin. La linea è suddivisa in tre tronchi, la linea JR Biwako, linea JR Kyōto e linea JR Kōbe, ma di fatto essi fanno parte di un lungo corridoio con diversi servizi ferroviari che percorrono sezioni multiple. La linea Biwako include una piccola porzione della linea principale Hokuriku. Alcuni servizi sulla linea Kosei, la linea JR Takarazuka e la linea Gakkentoshi sfruttano i binari della linea Tōkaidō.

#### Linea JR Biwako
La sezione fra Maibara e Kyoto è nota come linea JR Biwako. La linea include anche una porzione della linea principale Hokuriku fra Maibara e Nagahama.

#### Linea JR Kyoto
Il segmento fra le stazioni di Ōsaka e Kyoto è chiamato linea JR Kyoto Line. I treni dalle linee Biwako e Kosei entrano in questa linea e continuano tramite Osaka sulla linea JR Kōbe.

#### Linea JR Kobe
È il tratto più occidentale della linea, situato fra le stazioni di Ōsaka e Kōbe, che continua verso Himeji sulla linea principale Sanyō. La maggior parte dei treni continuano fino a Nishi-Akashi e oltre.